# Ana Paula Ribeiro Tavares
Pour les articles homonymes, voir Ribeiro et Tavares.
Ana Paula Ribeiro Tavares, née à Lubango (province de Huíla, en Angola) le 30 octobre 1952, est une poétesse angolaise.

## Éléments biographiques
Elle est née en 1952. Avant d'être écrivaine, elle dirige à Luanda le Gabinete de Investigação do Centro Nacional de Documentação e Investigação Histórica entre 1983 et 1985. Son premier ouvrage, Rites de passage, est publié en 1985. Ses œuvres sont souvent sensuelles dans le ton. Elles évoquent  l'Angola après l'indépendance, et notamment la condition de la femme. Elle fait partie du jury du Prix national de littérature d'Angola en 1988 et 1989. En 1996, elle termine un master en littérature africaine à Lisbonne, puis publie de nouveaux recueils de poésie. Elle vit à Lisbonne où elle enseigne à l’université catholique.

## Œuvres

### Poésie
Ana Paula Tavares est l'auteure à ce jour de six recueils de poésie, tous publiés aux éditions Caminho, à Lisbonne:
- Ritos de Passagem, 1ère édition: União dos Escritores angolanos, Luanda 1985; réédition Caminho, Lisbonne 2007
- O Lago da Lua, 1999
- Dizes-me coisas amargas como os frutos, 2001
- Ex-votos, 2003
- Manual para amantes desesperados, 2007
- Como veias finas na terra, 2010

Son œuvre poétique complète a été publiée en 2011 aux éditions Pallas de Rio de Janeiro sous le titre Amargos como os frutos.

### Prose
- O Sangue da Buganvília (chroniques), Centro Cultural Português, Praia-Mindelo, 1998
- A cabeça de Salomé, (nouvelles) Caminho, Lisbonne 2004
- Os olhos do homem que chorava no rio (roman), en collaboration avec Manuel Jorge Marmelo, Caminho, Lisbonne 2005
- Verbetes para um dicionário afetivo (2016), Caminho, Lisbonne
- Um rio preso nas mãos: Vozes de África (chroniques), Kapulana, São Paulo 2019[4]

## Traductions
- français
  - Tu m'as désossée (titre original: Desossaste-me), extrait du recueil Ritos de passagem, traduit par Michel Laban et publié dans Poésie d'Afrique au sud du Sahara 1945-1995, anthologie composée et présentée par Bernard Magnier, Éditions Actes Sud, Arles 1995
  - Neuf autres poèmes, extraits du recueil Dizes-me coisas amargas como os frutos, ont été traduits par Annick Moreau et ont paru en édition bilingue dans l'anthologie 18 + 1 poètes contemporains de langue portugaise, Institut Camões/Chandeigne, Paris 2000
  - Plusieurs poèmes extraits du recueil Ex-votos, traduits du portugais par Patrick Houdin, ont été publiés dans la revue de la Maison des écrivains étrangers et traducteurs (meet 11, Nantes, 2007); du même recueil, des extraits regroupés sous le titre Angola ont été traduit par Patrick Quillier dans Missives (Littératures d'Afrique australe n° 255: 2 - De l'Angola à Zanzibar), Paris, décembre 2009)

- allemand
  - Fieberbaum/Árvore da febre, anthologie bilingue 1985-2007, poèmes traduits du portugais par Juana et Tobias Burghardt, Edition Delta, Stuttgart 2010

- italien
  - Ana Paula Tavares, Cerimonia di passaggio, Heimat, Salerne 2006
  - Ana Paula Tavares, Manuale per amanti disperati (titre original: Manual para amantes desesperados), poèmes traduits du portugais par Marco Bucaioni, Edizione dell'Urogallo, Pérouse 2017
  - Ana Paula Tavares, La testa di Salomé (titre original: A cabeça de Salomé), traduit du portugais par Marco Bucaioni, Edizione dell'Urogallo, Pérouse 2017

- suédois
  - I fikonträdets skugga, Angolansk lyrik i urval, sept poèmes traduits du portugais par Arne Lundgren, Fabians Förlag, Lysekil 2008
  - Ana Paula Tavares, Salomés huvud (titre original: A cabeça de Salomé), nouvelles traduites du portugais par Gunilla Winberg, Panta rei, Stockholm 2014

## Prix et distinctions
Ana Paula Tavares est lauréate du Prix de poésie Mário António qui lui a été décerné en 2004 par la Fondation Calouste Gulbenkian (Portugal) pour son recueil Manual para amantes desesperados et, en 2007, du Prix national de la culture et des arts (Angola), section Littérature, pour Dizes-me coisas amargas como os frutos.